# Sint-Thomasluiden
Sint-Thomasluiden, ook wel pluisluiden of duiveljagen genoemd, is een traditie die er in bestaat dat tussen 21 december (de feestdag van de apostel Thomas) en 31 december klokken worden geluid. Door het luiden van de klokken zouden de kwade geesten, die de dagen doen korten, verdreven worden. 
De traditie wordt met name in ere gehouden in Zuidoost-Friesland waar veel vrijstaande klokkenstoelen zijn die door het volk makkelijk geluid kunnen worden. Ondanks verboden door de overheid - op de kerkhoven waar de klokkenstoelen stonden werden soms vernielingen aangericht - heeft de traditie stand gehouden. 
Er is nu elk jaar nog Sint-Thomasluiden in Oudehorne en bij de Thomaskerk in Katlijk, waar eenieder op de genoemde dagen een ruk aan de luidklokken mag geven. Sinds 2018 kan het ook in Doezum, waar aan de Doezumertocht een klokkestoel is gebouwd. In deze dorpen wordt het luiden nu gestimuleerd en worden wedstrijden gehouden waarin wordt gekeken welk tweetal het best de vierkante slag, een bepaald ritme van twee klokken, kan luiden.
Sint Thomasluiden werd vroeger Divel-Jeije genoemd, de duivels werden uit de lucht gejaagd.